# ペア＝マティアス・ヘグモ
ペア＝マティアス・ヘグモ（ノルウェー語: Per-Mathias Høgmo、1959年12月1日 -）は、ノルウェー・トロムス県グラタンゲン出身の元プロサッカー選手、サッカー指導者。現役時代のポジションはミッドフィールダー（MF）。
報道媒体によっては『ペア・マティアス・ヘグモ』や『ペアマティアス・ヘグモ』とも表記される。

## 来歴

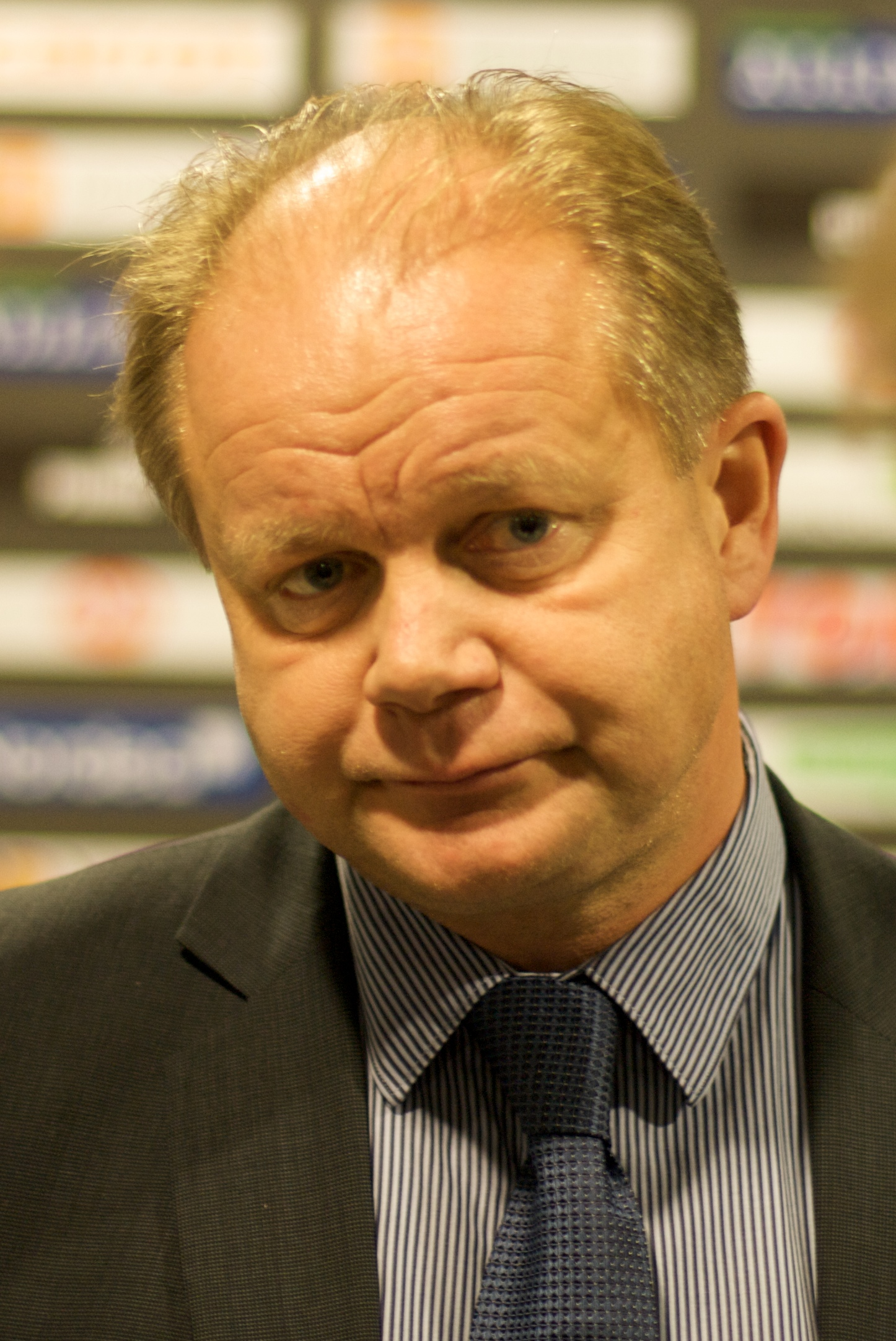
トロムソIL監督時代（2009年9月27日）

トロムス県南部、グラタンゲンの小さな町で育ち、地元のグラタンゲンILでミッドフィールダーとしてサッカー選手としてのキャリアをスタートさせた。1978年、地元で最大のクラブ、FKミェルナーに加入、6年間プレーした後、1984年にトロムソILに移籍した。スウェーデンのIFKノルシェーピンでプレーした1985-86シーズンを除いて、1988年までトロムソILでプレーし、1986年にはノルウェー・カップ優勝メンバーとなった。また、1986年11月8日のスイス戦でヴェガール・スコグハイムに代わって途中出場、ノルウェー代表デビューを飾った。
1989年、キャリアをスタートさせたグラタンゲンILに選手兼監督として加入し、指導者としてのキャリアをスタートさせる。この年限りで現役を退き、翌年からはトロムスダーレンUILで2年間指揮を執ったのち、1992年よりトロムソILの監督に就任した。
1997年にはノルウェー女子代表監督に就任、チームを1999 FIFA女子ワールドカップ4位、2000年シドニーオリンピック金メダルに導くなど、成功を収めた。2000年から2003年にはU-21ノルウェー代表の監督を務めた。その後、トロムソILに復帰し、2度目の監督を務めると、2004年にチームをリーグ4位へと導き、ロイヤルリーグ出場権を獲得した。トロムソでの成功により、他のクラブから関心を集め、2005年8月にペア・ヨアー・ハンセンの後任としてローゼンボリBKの監督に就任した。この時、ヘグモはNRK（ノルウェー国営放送）でサッカー解説者を務めていたが、ローゼンボリBK監督就任とともに退職した。ヘグモは残留争いに巻き込まれていたチームを立て直し、リーグ7位でシーズンを終えた。
しかし翌年、チームはシーズン序盤から不振に陥り、ヘグモは燃え尽き症候群を患ったとして病気休暇を取った。一方、ヘグモの代役として指揮を執ったクヌート・テルムはチームを立て直し、最終的にクラブに20度目のタイトルをもたらした。その最中、ヘグモは10月31日に記者会見を開き、同日付で監督を辞任、「何か他のことをしたい」として指導者から離れると述べた。
その後は2006年12月から2008年12月までノルウェーサッカー協会にトップフットボールマネージャーとして雇われていたが、2009年1月よりトロムソILと3度目の契約を結び、スタイナー・ニルセンの後任として監督に就任した。最初のシーズンは前年リーグ6位だったチームをリーグ3位へと導いた。2009年はクラブとヘグモにとってやや厳しいものとなったが、リーグ6位でシーズンを終えた。 2010年も成功は続き、シーズン序盤は首位に立った。サマーブレイク後は調子を落としたものの、リーグ3位でシーズンを終えた。また、トロムソILの監督をしている間、トロムソ大学でサッカーの博士号取得に取り組んだ。
2013年9月27日、エギル・オルセンに代わってノルウェー代表監督に就任した。 2016年11月16日、3年間の指揮を終えて退任した。
2021年シーズンよりBKヘッケンの監督に就任し、2022年にアルスヴェンスカン優勝、2023年にはスヴェンスカ・クッペン優勝に導いた。
2024年シーズンから、浦和レッズの監督に就任。8月27日、双方合意の元契約解除となった。
2025年シーズンより、母国の強豪クラブ・モルデFK監督に就任。

## 経歴

### 選手時代
- 1977年  グラタンゲンIL（ノルウェー語版）
- 1978年 - 1983年  FKミェルナー（ノルウェー語版）
- 1984年 - 1985年  トロムソIL
- 1985年 - 1986年  IFKノルシェーピン
- 1986年 - 1989年  トロムソIL
- 1989年  グラタンゲンIL

### 指導者時代
- 1989年  グラタンゲンIL 監督（選手兼任）
- 1990年 - 1991年  トロムスダーレンUIL（ノルウェー語版） 監督
- 1992年  トロムソIL 監督
- 1993年 - 1994年  フォッスムIF（ノルウェー語版） 監督
- 1993年  U-19ノルウェー代表 監督
- 1994年  ノルウェーU-15代表 監督
- 1995年  ノルウェーU-16代表 監督
- 1995年 - 1996年  モスFK 監督
- 1996年  U-17ノルウェー代表 監督
- 1997年 - 2000年  ノルウェー女子代表 監督
- 2000年 - 2003年  U-21ノルウェー代表 監督
- 2004年  トロムソIL 監督
- 2005年 - 2006年  ローゼンボリBK 監督
- 2005年  トロムソIL 監督
- 2013年  ユールゴーデンIF 監督
- 2013年 - 2016年  ノルウェー代表 監督
- 2017年 - 2018年  フレドリクスタFK 監督
- 2019年 - 2020年  フレドリクスタFK フットボールダイレクター
- 2020年  ノルウェーサッカー協会 アカデミーマネージャー
- 2021年 - 2023年  BKヘッケン 監督
- 2024年   浦和レッズ 監督
- 2025年 -  モルデFK 監督

### 論文
- Mental trening i fotball（英題:Mental training in football）、2004 – ISBN 82-7286-148-8

## 監督成績
2024年8月28日現在
| クラブ           | 就任          | 退任           | 記録 | 記録 | 記録 | 記録 | 記録   |
| クラブ           | 就任          | 退任           | 試合 | 勝   | 分   | 敗   | 勝率 % |
| ---------------- | ------------- | -------------- | ---- | ---- | ---- | ---- | ------ |
| トロムソIL       | 2009年1月1日  | 2012年12月31日 | 120  | 53   | 33   | 34   | 044.17 |
| ユールゴーデンIF | 2013年5月15日 | 2013年12月31日 | 22   | 11   | 7    | 4    | 050.00 |
| ノルウェー代表   | 2013年9月27日 | 2016年11月16日 | 35   | 10   | 7    | 18   | 028.57 |
| フレドリクスタFK | 2017年12月1日 | 2018年12月17日 | 26   | 15   | 7    | 4    | 057.69 |
| BKヘッケン       | 2021年6月12日 | 2023年12月8日  | 109  | 60   | 22   | 27   | 055.05 |
| 浦和レッズ       | 2023年12月8日 | 2024年8月27日  | 28   | 10   | 8    | 10   | 035.71 |
| 合計             | 合計          | 合計           | 340  | 159  | 84   | 97   | 046.76 |

## タイトル

### 選手時代
トロムソIL
- ノルウェー・カップ：1回（1986（ノルウェー語版））

### 指導者時代
モスFK
- ノルウェー・フォルシュテ・ディヴィション：1回（1995（ノルウェー語版））

ノルウェー女子代表
- シドニーオリンピック：1回（2000）

BKヘッケン
- アルスヴェンスカン：1回（2022（スウェーデン語版））
- スヴェンスカ・クッペン：1回（2022-2023（スウェーデン語版））